# Línea 13 (EMT Valencia)
La línea 13 La Fonteta/Ciutat Arts i les Ciències- Av.de l'Oest de la EMT de Valencia une el barrio de la Fuente San Luis (La Fonteta) con la plaza de la Porta de la Mar.

## Recorrido
Dirección La Fonteta: Av. de l'Oest, Periodista Azzati, Ayuntamiento, Roger de Lauria, Hernán Cortés, Marqués del Túria, Joaquín Costa, Reino de Valencia, Escultor José Capuz, Profesor López Piñero, Instituto Obrero de Valencia, Hermanos Maristas, Font de Sant Lluís, Grabador Jordán, Músico Cuesta.
Dirección Av. de l'Oest: Músico Cuesta, Grabador Jordán, Font de Sant Lluís, Hermanos Maristas, Instituto Obrero de Valencia, Profesor López Piñero, Escultor José Capuz, Císcar, Conde de Salvatierra, Pl.Pinazo, Correos, Ayuntamiento, Av. de l'Oest.

## Horarios
| 13         | Primer servicio A: La Fonteta | Primer servicio A: Av. de l'Oest | Último servicio A: La Fonteta | Último servicio A: Av. de l'Oest | Frecuencia de Paso |
| Laborables | 07:10                         | 06:45                            | 22:15                         | 22:15                            | 10-17min           |
| Sábados    | 07:45                         | 07:20                            | 22:15                         | 22:15                            | 11-18 min          |
| Festivos   | 07:45                         | 07:20                            | 22:25                         | 22:15                            | 15-21 min          |

## Historia
Creada como línea de trolebuses en 1951 ("San Vicente-José Antonio") como refuerzo de la línea 3.
En 1966 la línea 3 de trolebús pasó a numerarse 12, manteniéndose el 13 sin cambios.
En 1970 ya existía sólo la línea 13 "San Vicente-Monteolivete", asumiendo toda la línea sin refuerzos, desapareciendo el trolebús 12. En marzo de 1972 se amplió a Barón de Cárcer (Avenida del Oeste). El 15 de mayo de 1976, al entrar los autobuses sustituyendo a los trolebuses en servicio, amplía su ruta hasta la avenida de la Plata. En enero de 1978 pasó a circular por Hernán Cortés, dejando de hacerlo por Cirilo Amorós y Jorge Juan. El 1 de noviembre de 1979 accedió a Monteolivete por Escultor Capuz. 
Hasta el 7 de febrero de 1994, y sólo desde unos meses antes, se amplió su recorrido hasta Malilla desde Ebanista Caselles, donde finalizaba. Al crearse la línea 18, dejó de entrar a ese barrio, pero se amplió su recorrido hasta la Fonteta de Sant Lluís.
El 4 de diciembre de 2003 se le modificó su itinerario levemente para dar servicio a la Ciudad de la Justicia y el centro comercial El Saler, a semejanza de la línea 14. A principios de 2008 consigue el certificado AENOR UNE EN 13816. Desde el 8 de mayo de 2008 modifica su itinerario por la Ciutat de les Arts i les Ciencies.

## Otros datos
| Líneas de autobuses que prestan servicio en Valencia |               |                  |
| Línea anterior:                                      | Línea actual: | Línea siguiente: |
| 12 Línea 12                                          | 13 Línea 13   | 14 Línea 14      |